# Silió
Silió est une localité espagnole au sein de la municipalité de Molledo dans la communauté autonome de Cantabrie.
Silió est situé à 265 mètres d'altitude, sa population était de 584 habitants en 2009 d'après l'INE. Actuellement le maire de la ville est Salvador Garcia Ceballos (PRC).

## Fêtes
- La Vijanera (es)